# Charlie Fowlkes
Charlie Fowlkes, né le 16 février 1916 à Brooklyn, New York (États-Unis) et mort le 9 février 1980 à Dallas (Texas), est un musicien de jazz, saxophoniste, clarinettiste et flûtiste, spécialiste du saxophone baryton, surtout connu pour sa collaboration de plus de vingt-cinq ans avec Count Basie.

## Biographie
Né à New York, Fowlkes étudie les saxophones alto et ténor, la clarinette et le violon avant de se consacrer au saxophone baryton (et occasionnellement à la clarinette basse et à la flûte).
Le début de sa carrière se déroule essentiellement à New York, où il joue avec Tiny Bradshaw (1938-1944), Lionel Hampton (1944-1948) et Arnett Cobb (1948-1951). Cette fidélité de plusieurs années à un même orchestre est assez inhabituelle à une époque où les sidemen changent très souvent de formation.
Cette constance est notable dans sa collaboration de plus de vingt ans avec Count Basie. Fowlkes rejoint le Count Basie Orchestra en 1953 pour en partir dans les années 1970, notamment pour gérer la carrière de sa femme, la chanteuse Wini Brown, dont il est le manager.
À l'instar de Harry Carney dans l'orchestre de Duke Ellington, son jeu est caractérisé par un "grain" de son qui le rend très présent et par une rigueur d'exécution sans faille.

## Discographie
Avec le Count Basie Orchestra
- The Greatest!! Count Basie Plays, Joe Williams Sings Standards avec Joe Williams (Verve, 1956)
- Count Basie Swings, Joe Williams Sings avec Joe Williams (Verve, 1956)
- Basie in London (Verve, 1956)
- Count Basie at Newport (Verve, 1957)
- E=MC2 (Roulette, 1957)
- One O'Clock Jump avec Joe Williams (Verve, 1957)
- The Atomic Mr. Basie (Roulette, 1958)
- In Person! avec Tony Bennett (Verve, 1958)
- One More Time (Roulette, 1959)
- Chairman of the Board (Roulette, 1959)
- Count Basie/Sarah Vaughan avec Sarah Vaughan (Roulette, 1960)
- First Time! The Count Meets the Duke avec Duke Ellington (Columbia, 1961)
- Ella and Basie! avec Ella Fitzgerald (Verve, 1963)
- Basie Land (Verve, 1964)
- It Might as Well Be Swing avec Frank Sinatra (Reprise, 1964)
- Our Shining Hour avec Sammy Davis, Jr. (Verve, 1965)
- Sinatra at the Sands avec Frank Sinatra (Reprise, 1966)
- The Board of Directors avec The Mills Brothers (Dot, 1967)
- Basie Straight Ahead (Dot, 1968)
- Basie Big Band (Pablo, 1975)
- I Told You So (Pablo, 1976)
- Live in Japan '78 (Pablo, 1978)
- Digital III at Montreux avec Ella Fitzgerald (Pablo, 1979)
- A Classy Pair avec Ella Fitzgerald (Pablo, 1979)

Avec Milt Jackson
- Meet Milt Jackson (Savoy, 1955)

Avec Yusef Lateef
- Part of the Search (Atlantic, 1973)

Avec Billy Taylor
- My Fair Lady Loves Jazz (Impulse!, 1957)

Avec Stanley Cowell
- Regeneration (Strata-East, 1976)